# توريي كامارا
توريي كامارا (باليابانية: 鎌田 斗来) (26 مايو 1999 في أكيتا في اليابان – )؛ هو لاعب كرة قدم كان يلعب كلاعب وسط.

## وصلات خارجية
- توريي كامارا على موقع رابطة كرة القدم اليابانية للمحترفين (اليابانية)